# 阿日库尔 (埃纳省)
阿日库尔（法語：Hargicourt）是法国皮卡第大区埃纳省的一个市镇，属于圣康坦区卡特莱县。该市镇2009年时的人口为598人。

## 人口
阿日库尔人口变化图示
| 数据来源：INSEE |